# Криминальная зона
Криминальная зона (также известная как Опасные улицы (исп. Calles Peligrossas в Перу) — совместный американско-перуанский антиутопический научно-фантастический фильм 1989 года, снятый Луисом Льосой, написанный Дэрилом Хейни и в котором снимались Дэвид Кэррадайн, Питер Нельсон, Шерилин Фенн и Майкл Шейнер. Кэррадайн играет загадочного незнакомца, который вербует молодых любовников для нелегальный акции (Нельсона и Фенн), чтобы совершить преступление в футуристическом полицейском государстве, обещая им путь к спасению. Исполнительным продюсером был Роджер Корман, который придумал оригинальную концепцию. Из-за явного недостатка перуанского антуража, фильм был лучше воспринят американцами, чем перуанскими критиками. New Concorde Кормана совместно спродьюсировала фильм и занялась дистрибуцией. После премьеры в Лос-Анджелесе фильм был выпущен на VHS компанией MGM/UA.

## Сюжет
Вымышленный город Солейль (город Солнца) с жестоким полицейским режимом воюет с другим городом — Фродан. Полиция заманивает в ловушку преступника Гектора, который собирается выкрасть оружие для Фродана. Его захватывают живьём по приказу начальника полиции и он подвергается казни в прямом эфире после короткой обвинительной речи.
Бона (Питер Нельсон), недавно потерявший работу в Криогенных Садах (где омолаживается престарелая знать) из-за того, что не проявлял должной субординации и почтительности к начальству, после увольнения отправляется в свой нищий район. Там, в стрип-баре, он встречает молодую женщину, Хелен (Фенн), вынужденную заниматься проституцией в санкционированном правительстве публичном доме. В том мире мужчины и женщины из низших слоёв не могут свободно встречаться друг с другом под угрозой полицейской расправы. Бону и Хелен сразу влечёт друг к другу. Друг детства Боны, Креон, начинает завидовать ему и требует, чтобы Бона поделился с ним Хелен. Бона отказывается, и всё это переходит к драке.
Бона и Хелен покидают клуб и крадут с прилавка магазина деньги, оставленные покупателем. Всё это наблюдает загадочный человек по имени Джейсон (Кэррадайн) и останавливает их, предлагая работу, взамен пообещав устроить им побег в Фродан. Они должны украсть некий диск из секретного объекта, замаскированного под больницу. Несмотря на свои подозрения, они принимают предложение и успешно доставляют информацию Джейсону, который откладывает побег и предлагает им другое дело, раз уж они так успешно справились. Разочарованные и нуждающиеся в деньгах, Бона и Хелен грабят банк, быстро превращаясь в самых разыскиваемых преступников в Солейле. Креон пытается шантажировать Хелен, но она отвергает его угрозы. Вмешивается Бона и говорит Креону, что он убил бы его, если бы не покидал Солейл так скоро. Потеряв веру в обещания Джейсона, Бона и Хелен предлагают двум друзьям, Алекси, старику, бывшему военному пилоту, и юнцу Джей Ди, бежать с ними вместе.
Скрываясь от повсеместного розыска, Бона и Хелен прячутся в чумной зоне, но полиция устраивает тотальную облаву и выходит на них. Выясняется, что Джейсон — агент правительства. Он объясняет им, что правительство давно подавило всю преступность в городе, и его работа заключается именно в том, чтобы подбирать людей для участия в спонсируемых правительством преступлениях, чтобы оправдать полицейский террор. Прикрываясь Джейсоном, Хелен и Бона скрываются в более безопасном месте, где они обсуждают план ограбления знати, омолаживающихся в Криогенных Садах, и захвате военного вертолёта, на котором Алекси сможет доставить их во Фродан. Креон запугивает Джей Ди и угрозами заставляет его сдать Бону и Хелен полиции, с которой он заключил сделку. Бона и Хелен проникают в Криогенные Сады, и там Бона убивает своего бывшего босса, а Креон пытается захватить Хелен. Вскоре пребывает полиция и предаёт Креона, как Хелен и предупреждала его раньше, что так и случится. Креон берет Алекси и Джей Ди в заложники и отправляются на военную базу с вертолётами, а после насмешек Джей Ди Креон убивает его, а сам отправляется на командный пункт, чтобы открыть ангар.
На военной базе, Хелен и Бона, сбежавшие из Садов, освобождают Алекси, и, в то время как Креон разбирается в командном пункте, выводят вертолёт из ангара. Креон умоляет взять его с собой, но они оставляют его. Подъезжает полиция, и Джейсон убивает Креона. Алекси взлетает и ведёт вертолёт к Фродану, где они получают разрешение на посадку. Однако, аэродром на который они приземляются празднуя свободу, кажется заброшенным. На нём стоят только пустые самолёты и повсюду на песке только сорняки и занесённые песком скелеты. В поисках выживших они встречают Джейсона. Джейсон расстреливает старика и полицейского, прибывшего с ним. После этого он благодарит Бону за то, что помог осуществить его планы. Он рассказывает, что всё было ложью: Фродан двадцать лет назад стал радиоактивной пустьшью после войны, развязанной Солейлом. И война закончилась двадцать лет назад. «Чумная зона» — это на самом деле зона поражённая радиацией, которая за эти годы сместилась к Солейлу. Джейсон знает слишком много, и чтобы обезопасить своё положение, он убедил Бону добыть для него секретную информацию.
Джейсон отпускает Бону и Хелен, на прощанье говоря им, что их существование оправдывает военные расходы Солейла. На закате солнца Бона и Хелен идут по берегу океана.

## В ролях
- Дэвид Кэррадайн — Джейсон
- Питер Нельсон — Бона
- Шерилин Фенн — Хелен
- Майкл Шейнер — Креон
- Орландо Саша — Алекси
- Дон Манор — Джей Ди
- Хорхе Бустаманте — Гектор Бико

## Производство
Исполнительный продюсер Роджер Корман, который придумал концепцию фильма, нанял перуанского режиссёра Луиса Льоса для создания футуристического триллера; Джеффри Миддентс рассказывает о том, что он называет апокрифической историей, в которой Корман подписал соглашение с Льосой, в то время как Корман был ненадолго задержался во время остановки в Перу. Фильм был снят в Перу и использовал постмодернистскую архитектуру, чтобы показать футуристический стиль. Были привезены студенты и преподаватели из американской школы в Лиме. Льоса сказал, что он сосредоточен больше на художественном направлении, чем на диалогах, и он вёл съемки ночью, чтобы скрыть низкий бюджет. Фильм был совместным производством между New Concorde Кормана и Iguana Films Льосы.

## Релиз
Криминальная зона была выпущена в США компанией New Concorde в марте 1989 года. MGM/UA выпустила её на видео для домашнего просмотра в мае 1989 года. Он был включен в подписку Corman’s Drive In на канале Кормана в YouTube в 2013 году.

## Приём
Академик Джеффри Миддентс писал, что «Криминальная зона» была лучше воспринята в Соединённых Штатах, чем в родном Перу, критики которого отвергли её как перуанское кино. Миддентс заявляет, что фильм был отклонен не как жанровый фильм, а потому, что в нём не было уникального перуанского колорита, особенно из-за участия актёров из Америки. Майкл Уилмингтон из Los Angeles Times критиковал фильм как безумный и мрачный, но он написал, что он поднимается над его низкобюджетными основами, чтобы стать компетентным клоном Бегущего по лезвию. Кинокритик Джо Боб Бриггс написал: «Конечно, мы все видели эти истории раньше, но видели ли мы её с 1000 перуанских статистов в блестящих серебряных скафандрах? Думаю, нет».